# Langeoog (Schiff, 1896)
Die Langeoog war ein Dampfschiff des Norddeutschen Lloyd.

## Geschichte
Die Langeoog hatte zunächst 1896 A. und D. Köhler als Reeder und ab 1897 die Firma Wieting. Am 3. Dezember 1903 übernahm der Norddeutsche Lloyd das Schiff und überführte es von Deutschland nach Ostasien. Von Simpsonhafen in der Kolonie Deutsch-Neuguinea aus wurde die Langeoog für Fahrten im dortigen Inselgebiet verwendet. 
Am 1. Mai 1910 verkaufte der Lloyd das Schiff an die Deutsche Südseephosphat AG. Die Südseephosphat AG betrieb den Abbau von Phosphat auf der Insel Angaur, die zu den damals deutschen Palau-Inseln gehört. Die Gesellschaft setzte das Schiff zwischen Angaur und der Karolineninsel Jap ein. Da sich die Langeoog als zu klein für die Bedürfnisse der Gesellschaft erwies, wurde sie durch die dreimal größere Wiegand ersetzt. 1911 verkaufte die Südseephosphat AG die Langeoog nach China. Ihr weiteres Schicksal ist nicht bekannt.